# Hala Skupniowa

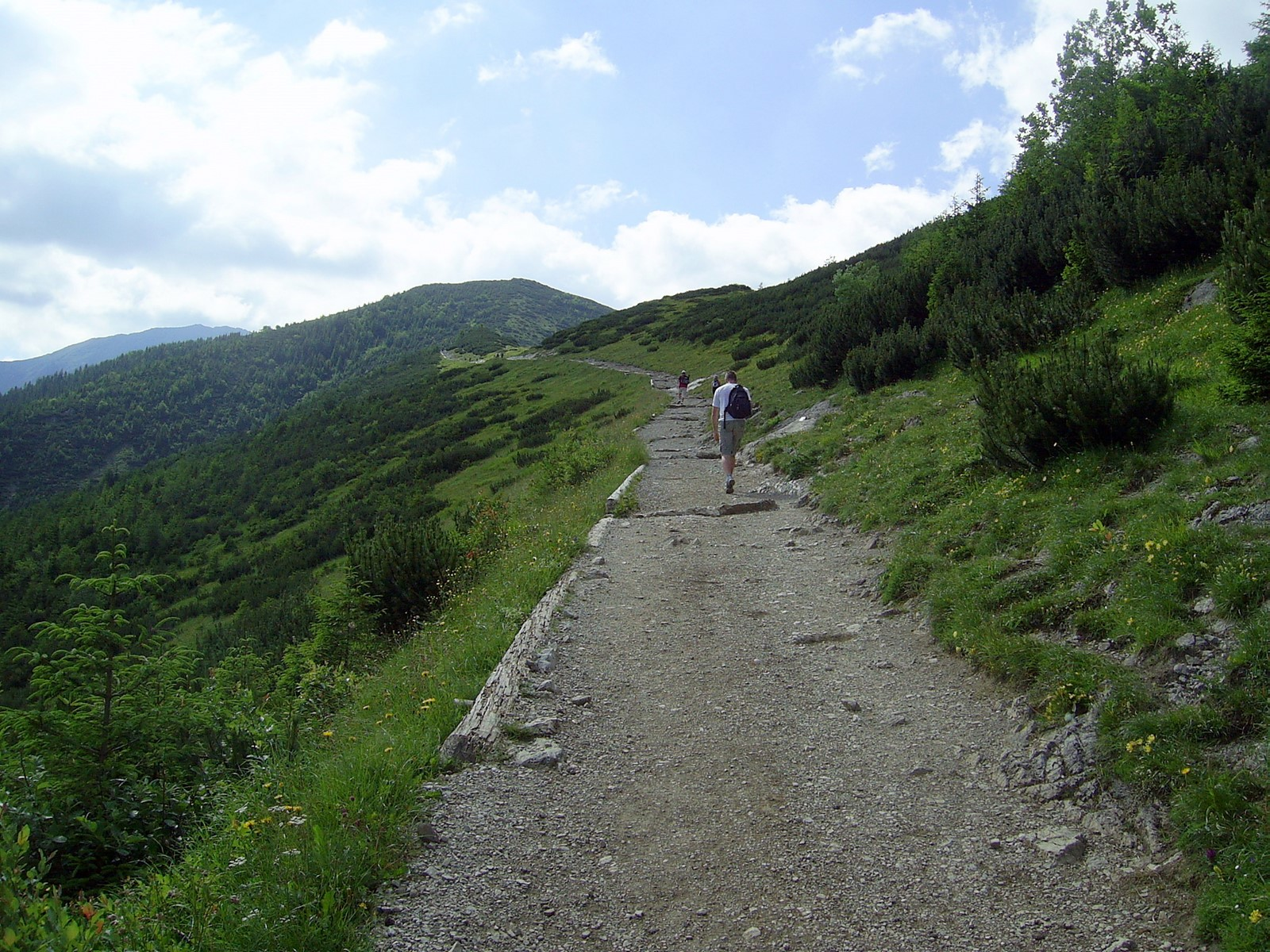
Skupniów Upłaz od strony Boczania

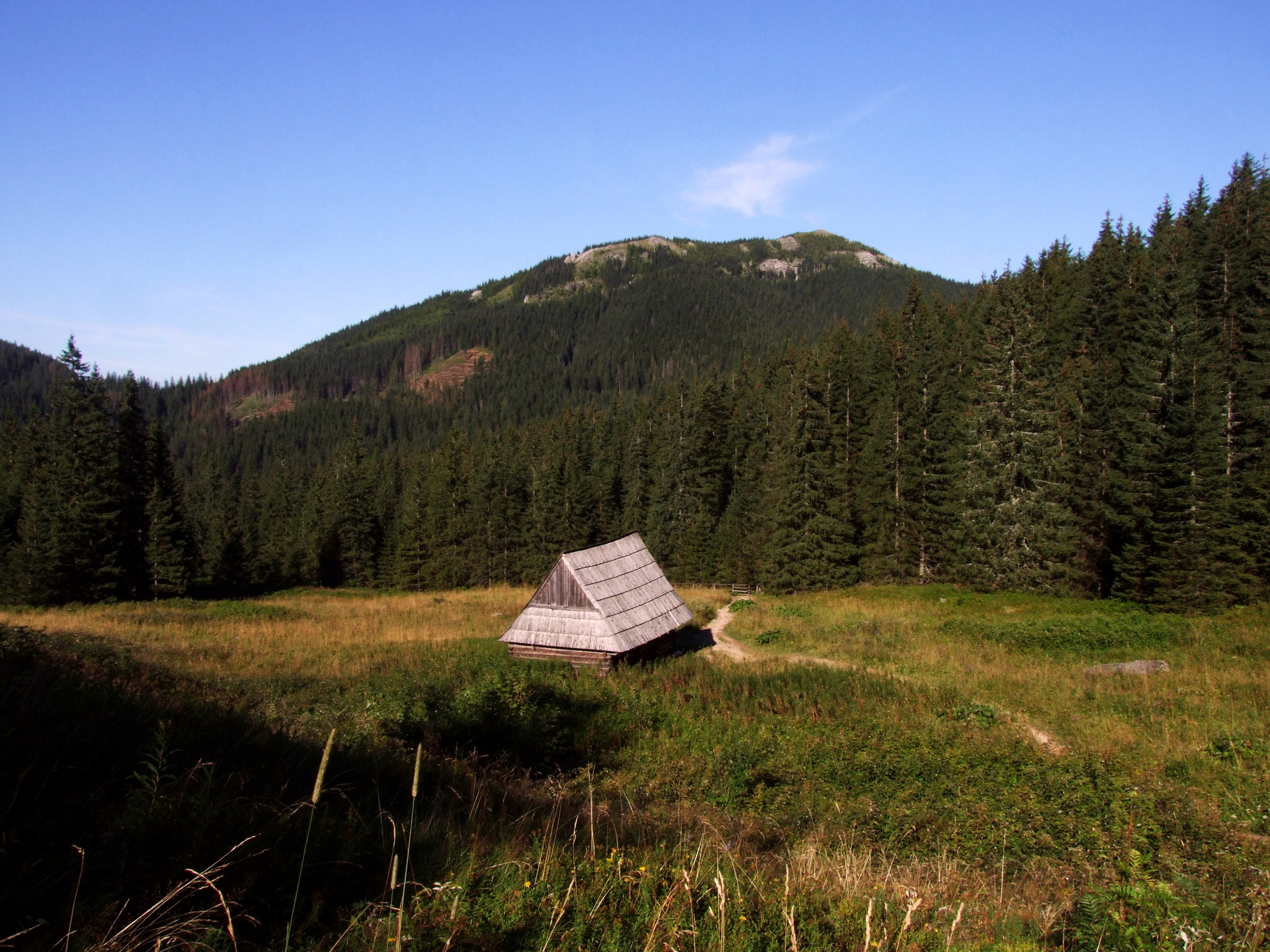
Olczyska Polana

Hala Skupniowa – dawna hala pasterska w Tatrach. Później podzieliła się na dwie hale: Halę Olczysko i Halę Kopieniec.
Pierwotnie Hala Skupniowa obejmowała obszary pomiędzy zboczami Skupniowego Upłazu, Boczania i Nosala, niemal całą Dolinę Olczyską (z wyjątkiem najwyższej jej części zajmowanej przez Halę Królową) oraz reglowe wzniesienia: Wielki Kopieniec, Mały Kopieniec i Kotlinowy Wierch wraz z położonymi wokół tych szczytów obszarami. Do hali należały polany: Szałasiska położone po północnej stronie Wielkiego Kopieńca, Sucha Dolina pomiędzy Wielkim i Małym Kopieńcem, polana Kopieniec znajdująca się po wschodniej stronie Wielkiego Kopieńca oraz Olczyska Polana w Dolinie Olczyskiej. Na polanie Kopieniec oraz na Olczyskiej Polanie stały szałasy i inne zabudowania pasterskie.
Łączna powierzchnia hali w 1960 r. (podzielona już wtedy była na hale Kopieniec i Olczysko) wynosiła 71,22 ha, w tym pastwiska stanowiły 10,0 ha, halizny 10,4 ha, lasy 36,6 ha, a nieużytki 14,2 ha. Polany były koszone, właściwe tereny wypasowe stanowiły ich obrzeża, zbocza gór, halizny i lasy serwitutowe. Halom tym przypisany był bowiem olbrzymi serwitut w otaczających je lasach, który wynosił aż 514,38 ha. Łączny wypas w 1960 r. w przeliczeniu na owce wynosił na obydwu tych halach 542 sztuki.

## Szlaki turystyczne
– zielony z Toporowej Cyrhli przez Kopieniec Wielki i Dolinę Olczyską do Jaszczurówki. Na Polanie Kopieniec szlak rozgałęzia się; jedna jego nitka prowadzi przez szczyt Kopieńca, druga omija go prowadząc przez płaską Polanę Kopieniec. Przed wejściem do Doliny Olczyskiej obydwie nitki szlaku łączą się znowu.
- Czas przejścia z Toporowej Cyrhli na wierzchołek Kopieńca: 1:10 h, ↓ 1 h
- Czas przejścia z Kopieńca do Jaszczurówki: 1:20 h, ↑ 1:40 h

 – żółty z Polany Olczyskiej na Nosalową Przełęcz. Czas przejścia: 30 min, ↓ 25 min
 – niebieski z Kuźnic przez Boczań, wschodnią stroną grzbietu Skupniowego Upłazu, przez Przełęcz między Kopami i dalej przez Królową Rówień na Halę Gąsienicową. Czas przejścia z Kuźnic do schroniska „Murowaniec”: 2 h, ↓ 1:35 h